# Первазивное расстройство развития без дополнительных уточнений
Первазивное расстройство развития без дополнительных уточнений (ПРР-БДУ, англ. pervasive developmental disorder not otherwise specified; PDD-NOS) — устаревший психиатрический диагноз, один из пяти первазивных расстройств развития в устаревшей американской классификации психических расстройств. Согласно американскому диагностическому и статистическому руководству по психическим расстройствам 4-го издания (DSM-IV), первазивное расстройство развития БДУ являлось глубоким нарушением социального взаимодействия или вербальной и невербальной коммуникации либо диагностируется, если ограниченное поведение, интересы и занятия не соответствовало критериям специфических первазивных и других расстройств. Часто первазивное расстройство развития БДУ называлось атипичным аутизмом, поскольку не соответствовало критериям аутистического расстройства (код 299.00 в DSM-IV) — к примеру, проявлялось позже, иначе, или менее выражено, или имели место все три критерия вместе взятые. Нередко первазивное расстройство развития БДУ считают легче классического аутистического расстройства, что не совсем верно. Некоторые характеристики легче, а некоторые, наоборот, тяжелее.

## Официальный код в классификации
В пересмотренном 4-м издании DSM-IV-TR категория «первазивное расстройство развития без дополнительных уточнений (включая атипичный аутизм)» носила код 299.80.

## Пересмотр диагноза
В новом издании DSM-5 2013 года первазивное расстройство развития БДУ было объединено с аутистическим расстройством (аутизмом), синдромом Аспергера и детским дезинтегративным расстройством. В настоящее время все они определяются как расстройство аутистического спектра, и первазивное расстройство развития БДУ, соответственно, отдельно не выделяется. Лица, имевшие в США диагноз «первазивное расстройство развития без дополнительных уточнений» (PDD-NOS) с 2013 переосвидетельствованы и переведены на диагноз «расстройство аутистического спектра» (англ. autism spectrum disorder; ASD).

## Неуточнённое первазивное расстройство развития в МКБ-10
В МКБ-10 также существует диагностическая категория «неуточнённое первазивное расстройство развития» (англ. pervasive developmental disorder, unspecified —F84.9), но она имеет другое диагностическое значение. Она используется для расстройств, которым подходит сводное описание общих расстройств психического развития, но при которых отсутствует адекватная информация, либо присутствует противоречивая информация, означающая, что не могут быть удовлетворены критерии для кодирования каких-либо других рубрик F84.
В МКБ-10 «атипичный аутизм» и «неуточнённое первазивное расстройство развития» разделяются, и имеют разные коды.

## Первазивные расстройства развития в DSM-IV
В категорию «первазивные расстройства развития» включались: 1) аутистическое расстройство, 2) синдром Аспергера, 3) синдром Ретта, 4) детское дезинтегративное расстройство и 5) первазивное расстройство развития без дополнительных уточнений (включая аутизм).
В настоящее время эта классификация устаревшая.

## Диагностика первазивного расстройства развития БДУ в DSM-IV
Первазивное расстройство развития БДУ диагностировали у пациентов с трудностями социального взаимодействия и коммуникации или ограниченными моделями поведения и интересами, но без полного соответствия критериям аутизма либо другого первазивного расстройства развития. Отсюда ещё не вытекает, будто первазивное расстройство развития БДУ легче других расстройств. Это означает лишь то, что состояние таких людей не соответствуют другим диагностическим критериям, но тем не менее они обладают расстройством, влияющим на коммуникацию, социализацию и поведение.
Как и при других первазивных расстройствах развития, для диагностики первазивного расстройства развития БДУ нужна коллегия врачей и экспертов. Человека полностью обследуют, вовлекая медицинский, социальный, адаптационный, сенсорно-моторный и коммуникационный анамнез. Кроме того, требуются шкалы оценки поведения, прямое наблюдение, психологическое, образовательное, коммуникационное и профессиональное тестирование.
В связи с тем, что первазивное расстройство развития БДУ описано только через отрицание других расстройств, а точного определения нет, был актуален вопрос об изучении относительно гетерогенной группы людей с таким диагнозом, до объединения в расстройство аутистического спектра. Несмотря на это, замечено, что у детей с первазивным расстройством развития БДУ интеллект сохраннее, чем у классических аутичных детей. Помимо того, дети с атипичным аутизмом позже попадают в поле зрения врачей.

## Характеристики
У людей с первазивным расстройством развития БДУ социальные навыки и интеллект ближе к норме, чем у людей с другими первазивными расстройствами развития. В целом, первазивное расстройство развития БДУ характеризуется такими показателями, как:
- проблемы с коммуникацией (например, языком и речью);
- проблемы с социальным поведением;
- проблемы со сменой распорядка или окружения;
- неровное развитие (в чём-то опережающее, а в чём-то, напротив, замедленное);
- необычные игры с куклами и другими вещами;
- повторяющиеся телодвижения и модели поведения;
- необычные вкусы и пристрастия.

## Три подгруппы
Подразумевают, что человек с первазивным расстройством развития БДУ входит в одну из трёх различных между собой подгрупп:
- высокофункционирующая подгруппа (около 1/4), в принципе подобная людям с синдромом Аспергера, но отличающаяся задержкой речевого развития и лёгким когнитивным дефицитом[4] (критерии синдрома Аспергера исключают задержку речи и когнитивный дефицит);
- подгруппа (около 1/4), скорее напоминающая классических аутичных людей, но не вполне соответствующая диагностическим симптомам;[4]
- самая многочисленная подгруппа (около 1/2), в общем соответствующая диагностическим критериям аутистического расстройства, но с лёгкой формой ограниченного повторяющегося поведения[4].

## Лечение
Первазивное расстройство развития БДУ нельзя «исцелить», но существовали способы улучшить качество жизни пациента. Широко известно, что раннее усиленное внедрение проверенных методик и практик даёт неплохие результаты. Основным средством служили особые педагогические программы, а не медикаменты. Максимально эффективна коллективная работа помогающих.
Компоненты наиболее распространённых стратегий:
- визуальные подсказки, графики;
- прикладной анализ поведения;
- тренинг дискретными блоками;
- социальные истории и беседы в комиксах;
- речевые и языковые упражнения;
- физио- и трудотерапия.